# Морські змії
Морські змії або ластохвости (Hydrophiinae) — підродина отруйних змій з родини Аспідових. Має 17 родів та 62 види. Раніше класифікувалися як окрема родина. З 1987 року зараховуються як підродина аспідових.

## Опис
Загальна довжина представників цієї підродини коливається від 120 см до 3 м. Голова маленька, вкрита великими щитками, очі невеликі з круглими зіницями, ніздрі з клапанами висунуті на верхню сторону морди. Язик укорочений. Тулуб попереду вальковатий, у задній частині сплющений з боків, переходить у стислий у вертикальній площині плаский хвіст. Тіло здебільшого вкрито зверху й знизу однаково дрібними лусочками. Парні отруйні зуби розташовані на передньому кінці верхньощелепної кістки.
Для цих морських змій характерне верхнє розташування носових щитків, відсутність міжносових щитків. Отруйні залози простягаються за задній край рота, верхньощелепна кістка нерухомо притиснута до ектоптерігоіда. Сольові залози розташовані позаду під'язикових залоз, хвостові хребці несуть подовжені спинні та черевні відростки. Підхвостові щитки непарні.

## Спосіб життя
Зустрічаються у відкритих тропічних водах морів, дотримуються берегової зони. Зустрічаються серед рифів. Добре плавають, пірнають. Можуть пірнати на глибину до 180 м до 2 годин. Харчуються вуграми, широкотілою рибою, головоногими молюсками. Отрута цих змій одна з найпотужніших.
Це яйцеживородні змії.
Найбільшим ворогом морських змій є морський орел, який щоденно полює саме на цих змій, схоплюючи їх просто з поверхні води.

## Розповсюдження
Мешкають в Індійському та Тихому океанах.

## Роди
- Acalyptophis
- Aipysurus
- Chitulia
- Disteira
- Emydocephalus
- Enhydrina
- Ephalophis
- Hydrelaps
- Hydrophis
- Kerilia
- Kolpophis
- Lapemis
- Leioselasma
- Microcephalophis
- Notechis
- Parahydrophis
- Parapistocalamus
- Pelamis
- Polyodontognathus
- Praescutata
- Pseudechis
- Thalassophis